# Die Juwelen der Sängerin
Die Juwelen der Sängerin (französischer Originaltitel: Les Bijoux de la Castafiore) ist das 21. Album der Comicreihe Tim und Struppi des belgischen Zeichners Hergé. Es erschien zuerst ab Juli 1961 in Fortsetzungen im Magazin Tintin und als Album 1963 bei Casterman. Die erste deutsche Veröffentlichung erfolgte 1970 durch den Carlsen Verlag. 

## Handlung
Bei einem Spaziergang treffen Tim und Kapitän Haddock auf eine Gruppe „Zigeuner“, die von der örtlichen Polizei gezwungen wurde, in der Nähe einer Müllkippe zu lagern. Haddock bietet ihnen an, auf seine Wiese beim Schloss Mühlenhof zu kommen. Zurück im Schloss erfährt er durch einen Brief, dass sich die berühmte Operndiva Bianca Castafiore selbst nach Mühlenhof eingeladen hat. Haddocks überstürzte Abreise, um ihr aus dem Weg zu gehen, wird durch einen Sturz auf einer kaputten Treppenstufe verhindert. Sein Bein wird für zwei Wochen eingegipst.
Die Diva quartiert sich mit ihrer Zofe Luise und ihrem Begleiter Igor Wagner im Schloss ein und überreicht dem Kapitän einen Papagei als Gastgeschenk, der alsbald den Haddockschen Wortschatz übernehmen wird. Kurz nach ihrer Ankunft versuchen die ersten Paparazzi ins Schloss einzudringen. Entgegen ihrem Wunsch nach Ruhe und Abgeschiedenheit ist die Castafiore bereit, der Zeitung Paris Flash ein Interview zu geben. Fragen der Reporter an den schwerhörigen Professor Bienlein, die dieser falsch versteht, und seine Antworten, die die Reporter falsch interpretieren, führen zur Meldung der bevorstehenden Heirat der Diva und des Kapitäns.
Auch einer Anfrage des Fernsehens kann die Diva nicht widerstehen, und so trifft kurz darauf ein Kamerateam zu den Aufnahmen im Schloss ein. Während der Aufnahmen kommt es zu einem Stromausfall, und die Diva vermisst ihren Schmuckkoffer. Als die Schul(t)zes den Fall untersuchen wollen, stellt sich heraus, dass sie ihn nur verlegt hatte. Kurz darauf ist ein Smaragd tatsächlich aus ihrer Schmuckschatulle verschwunden, und als die Schul(t)zes von den „Zigeunern“ erfahren, ist für sie der Diebstahl so gut wie aufgeklärt. Tim ist davon überzeugt, dass sie unschuldig sind.
Zwei Tage nach dem Verschwinden des Smaragds präsentiert Bienlein im Schloss einen von ihm erfundenen Farbfernseher, der in der Lage sein soll, schwarz-weiß ausgestrahlte Sendungen farbig wiederzugeben. Sein System ist allerdings sehr fehlerhaft, was Hergé mit zwei Seiten skurril verzerrter Fernsehbilder ausmalt.
In der Folge stellt Tim, der weiterhin von der Unschuld der „Zigeuner“ überzeugt ist, eigene Nachforschungen an. Er verdächtigt Igor Wagner, der heimlich mit einem Fahrrad ins Dorf fährt und mit einem Tonbandgerät vortäuscht, in seinem Zimmer Klavier zu üben. Der von Tim ertappte Wagner gibt zu, bei Pferderennen zu wetten, wofür er jeden Tag ins Dorf fahre, um seine Einsätze durchzugeben. Er macht auf Tim einen ehrlichen Eindruck und wird von ihm daher ebenfalls nicht mehr als möglicher Täter angesehen. Drei Wochen nach der Abreise der Diva liest Tim in der Zeitung einen Bericht über ihren triumphalen Auftritt in der Oper La gazza ladra („Die diebische Elster“). Tim hat eine Eingebung und entdeckt den vermissten Smaragd tatsächlich im Nest einer Elster. Allgemeine Erleichterung, nur die Schul(t)zes sind etwas unzufrieden: „Wenn wir mal jemanden überführt haben, dann ist er unschuldig!“ Der Band endet damit, dass der zuvor unerreichbar scheinende Maurer Stein die Treppenstufe, über die im Verlauf der Geschichte viele gestolpert sind, endlich repariert hat – allerdings tritt Haddock versehentlich auf die frisch zementierte Stufe, die noch trocknen sollte, stürzt dabei wieder und ruiniert die Treppe.

## Form, Themen und Motive

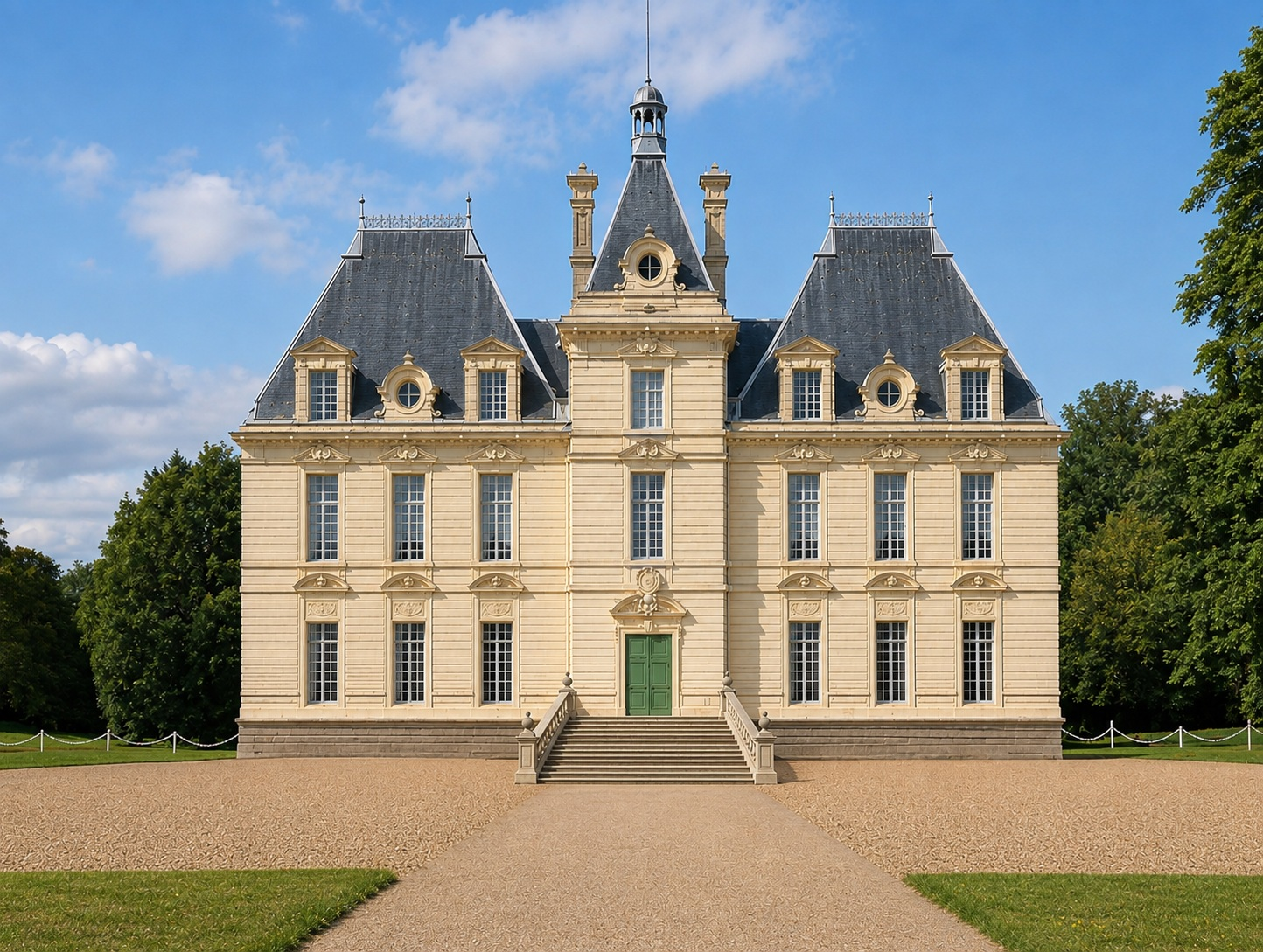
Schloss Mühlenhof (Bearbeitetes Foto des Schlosses Cheverny)

Dieser Band der Serie fällt aus der Reihe, da in der Geschichte im Wesentlichen nichts passiert, was der erklärten Intention Hergés entspricht: „Ich wollte dieses Mal versuchen, eine Geschichte zu erzählen, in der nichts passieren würde (…) Nur um zu sehen, ob ich fähig war, den Leser bis zum Schluss in Atem zu halten“.  Er kommt im Gegensatz zu den meisten anderen Geschichten ohne Schurken oder Reisen aus – Schauplatz der Handlung ist Schloss Mühlenhof und seine nächste Umgebung – und das vermeintliche Verbrechen ist keines. Der Comic lebt von den Running Gags, sowohl albenübergreifend, wie die Ermittlungsmethoden der Schul(t)zes, der Schwerhörigkeit des Professors und den daraus resultierenden Missverständnissen, die falsche Telefonverbindung zur Metzgerei Schnitzel und der Versicherungsvertreter Fridolin Kiesewetter, als auch innerhalb des Albums, wie die kaputte Stufe, über die jeder – bis auf Bianca Castafiore – einmal stolpert, die Ausreden des Maurers Stein, warum er selbige noch nicht repariert hat, und der Papagei, der den Kapitän oft zur Weißglut bringt.
Hergé unterbricht in dem Album seine gewohnte schattenfreie Ligne claire für eine halbe Seite und schafft mit Schatteneffekten stimmungsvolle Bilder des Romalagers und des Waldes im Mondlicht. Michael Farr schreibt, dass die Szenerie „dank der intelligenten Verwendung von Hell-Dunkel-Kontrasten unwahrscheinlich lebendig“ sei.
Der verlorene Smaragd von Tristan Bior beruht auf Christian Dior und die Zeitschrift „Paris-Flash“ auf Paris Match. Einige Eigenarten von Bianca Castafiore sind Anspielungen auf Maria Callas, u. a. die vielen nachgesagten Affären und ihre Garderobe war ebenso ausgefallen wie die der Diva zu jener Zeit. Auf die Spitze wird es getrieben durch die aufgrund eines Missverständnisses zweier windiger Reporter angehängte Affäre mit Kapitän Haddock unter der Überschrift „Die Diva und der Papagei“, was eine satirische Kritik an der Berichterstattung durch die Boulevard- und Regenbogenpresse darstellt.
Die Schul(t)zes und Nestor repräsentieren gängige Vorurteilsbehauptungen gegen die „Zigeuner“. Auch in der Behandlung der „Zigeuner“ durch die Behörden und die Polizei (sie dürfen nur an einer Müllhalde campieren und werden trotz fehlender Beweise und fragwürdiger Indizien beschuldigt, den Smaragd gestohlen zu haben) kommen die damals übliche Geringschätzung und die damaligen Vorurteile gegenüber dieser Personengruppe zum Ausdruck. Einzig Tim glaubt an ihre Unschuld und behält am Ende Recht.

## Rezeption
Die Juwelen der Sängerin wurde von der Kritik positiv aufgenommen. Tom McCarthy bezeichnet den Band als Hergés „Meisterwerk“. Trotzdem gehöre der Band mit seiner „Andersartigkeit“ und „experimentellem Charakter“, so Michael Farr, nicht zu den populärsten Geschichten der Serie. Verschiedene Autoren, die sich mit Die Juwelen der Sängerin beschäftigten, haben auf den repetitiven und zirkulären Charakter der Handlung hingewiesen: „Die Handlung dreht sich im Kreis und will zu keinem richtigen Ziel kommen“ (Holger Kuhn) oder „The whole book runs on its loops“ (Tom McCarthy).
Den französischen Philosophen Michel Serres hat die Kette von Missverständnissen und fehlgeschlagener Kommunikation in diesem Band zu mehreren Aufsätzen angeregt. Der permanent defekten Treppe schreibt Serres eine symbolische Funktion zu: „(…) sämtliche von Natur aus gegebenen oder künstlich geschaffenen Techniken und Hilfsmittel, mit denen wir eine Beziehung zum Anderen herstellen, sind irreparabel zerstört. Herr Stein kommt nicht; und als er die Reparatur endlich ausführt, beginnt das Unglück von vorn.“

## Verfilmung
Das Album wurde in der dritten Staffel der ab 1991 produzierten Zeichentrickserie in zwei Teilen verfilmt.

## Ausgaben
Französische Album-Erstausgabe:
- Les Bijoux de la Castafiore. Casterman, Tournai 1963.

Deutsche Erstausgabe:
- Die Juwelen der Sängerin. Carlsen, Reinbek bei Hamburg 1970.

2023 ist bei Casterman eine Album-Sonderausgabe auf Basis der ursprünglichen Fassung des Magazins Tintin erschienen. Diese wurde auch bei Carlsen in deutscher Übersetzung veröffentlicht:
- Les Bijoux de la Castafiore : la version du journal Tintin. Éditions Moulinsart / Casterman, Tournai 2023. ISBN 978-2-203-25440-4
  - Deutsche Ausgabe: Die Juwelen der Sängerin. Carlsen, Hamburg 2023. ISBN 978-3-551-79970-8

## Nachweise
1. ↑  Le journal de Tintin édition belge/canadienne en 1961. In: BD oubliées. Abgerufen am 22. April 2019 (französisch).
2. ↑  Hergé: Die Juwelen der Sängerin. Carlsen, Hamburg 1999, ISBN 3-551-73240-X, S. 62.
3. ↑  The Castafiore Emerald. In: tintin.com. Abgerufen am 22. April 2019 (englisch).
4. 1 2 3  Michael Farr: Auf den Spuren von Tim & Struppi. Carlsen Comics, Hamburg 2006, ISBN 978-3-551-77110-0, S. 176.
5. ↑  Hergé: Die Juwelen der Sängerin. Carlsen, Hamburg 1999, ISBN 3-551-73240-X, S. 42.
6. ↑  Michael Farr: Auf den Spuren von Tim & Struppi. Carlsen Comics, Hamburg 2006, ISBN 978-3-551-77110-0, S. 175.
7. ↑  Michael Farr: Auf den Spuren von Tim & Struppi. Carlsen Comics, Hamburg 2006, ISBN 978-3-551-77110-0, S. 172, 175.
8. ↑  Tom McCarthy: Tintin and the secret of literature. Counterpoint, Berkeley, CA 2008, ISBN 978-1-58243-405-6, S. 102.
9. ↑  Holger Kuhn: Tim und Struppi im „Land der Philosophen“. In: Christoph Jamme, Kristin Drechsler (Hrsg.): 10 Minuten Philosophie. Wilhelm Fink, Paderborn 2019, ISBN 978-3-7705-6248-0, S. 167.
10. ↑  Tom McCarthy: Tintin and the secret of literature. Counterpoint, Berkeley, CA 2008, ISBN 978-1-58243-405-6, S. 102.
11. ↑  Holger Kuhn: Tim und Struppi im „Land der Philosophen“. In: Christoph Jamme, Kristin Drechsler (Hrsg.): 10 Minuten Philosophie. Wilhelm Fink, Paderborn 2019, ISBN 978-3-7705-6248-0, S. 168.
12. ↑  Michel Serres: Hermes II. Interferenz. Merve, Berlin 1992, ISBN 3-88396-086-1, S. 311.
13. ↑  The Adventures of Tintin. Episode List, Season 3. In: IMDb. Abgerufen am 22. April 2019 (englisch).